# Перстач Кранца
Перстач Кранца (Potentilla crantzii) — вид квіткових рослин роду перстач родини розові (Rosaceae). Вид названо на честь Генріха Кранца.

## Ботанічний опис
Багаторічна рослина до 25 см заввишки.
Стебла висхідні, дугоподібно вигнуті, рідше майже прямі, опушені зігнутими волосками, часто з невеликою домішкою залозок.
Прикореневі та нижні стеблові листки пальчасті, з обох боків зелені, опушені. Листочки довжиною 0,8-3 (4) см, шириною 0,5-1,5 (2) см, у верхній половині з крупними зубцями.
Квітки 10-20 мм у діаметрі, у небагатоквіткових пухких суцвіттях. Чашечка розсіяно-волосиста, більш менш залозиста, у 1,5-2 рази коротша від віночка. Зовнішні довгасті чашолистки коротші від довгасто-яйцеподібних загострених внутрішніх.
Плід — горішок.

## Поширення
У дикому вигляді зустрічається у Європі, Північній Америці на Кавказі та у Малій Азії. В Україні росте у субальпійському поясі Карпат, на кам'янистих місцинах та гірських луках.

## Галерея

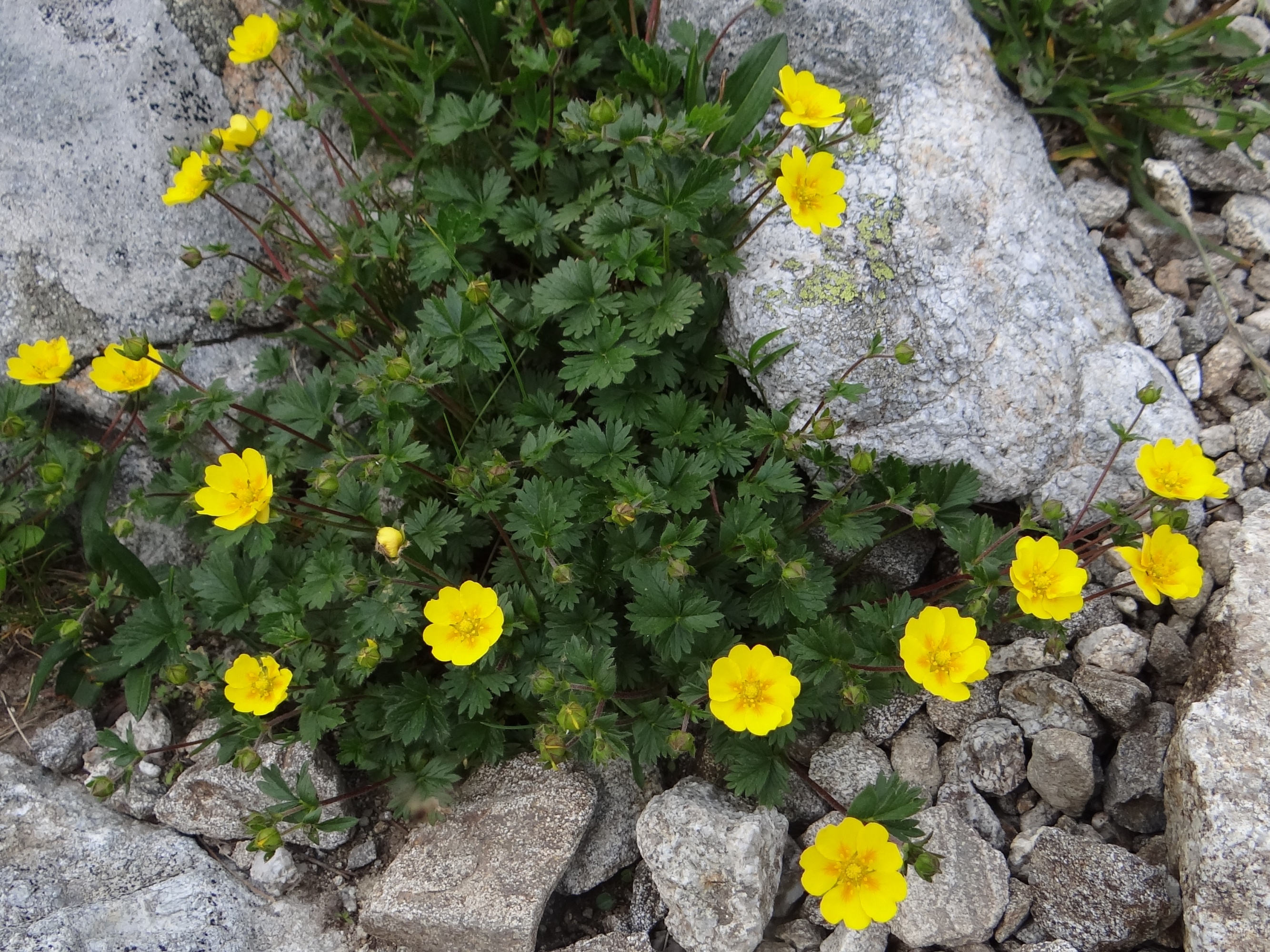
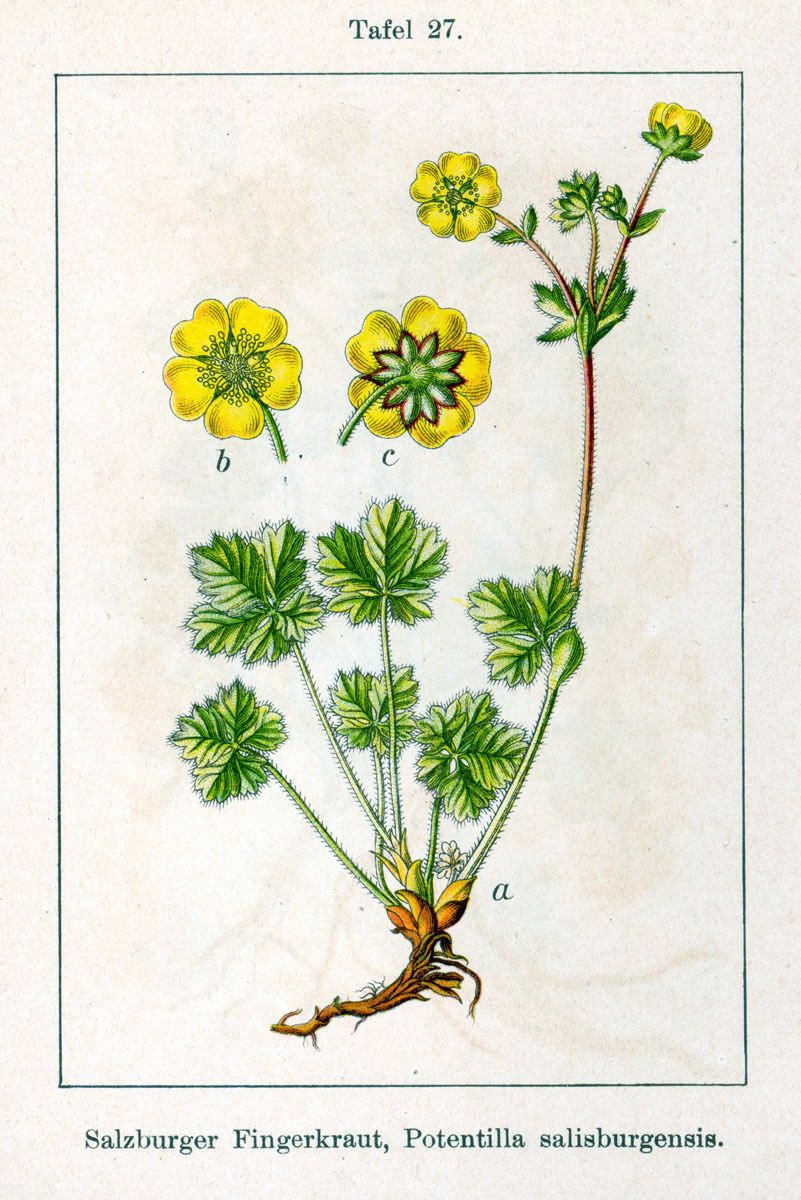
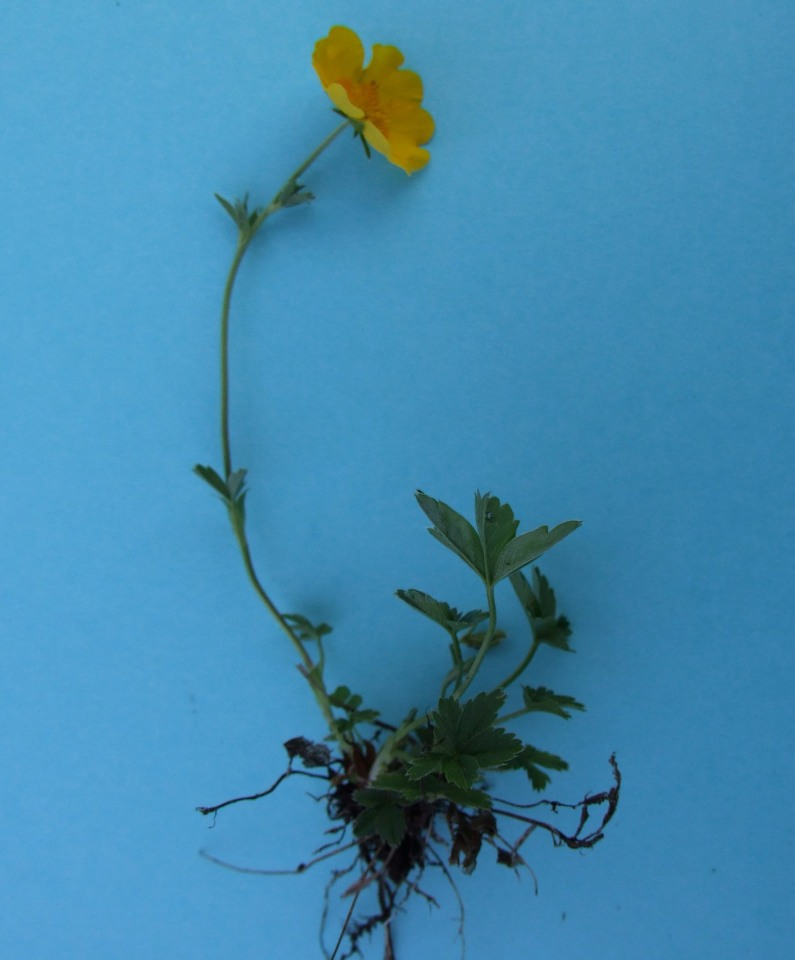
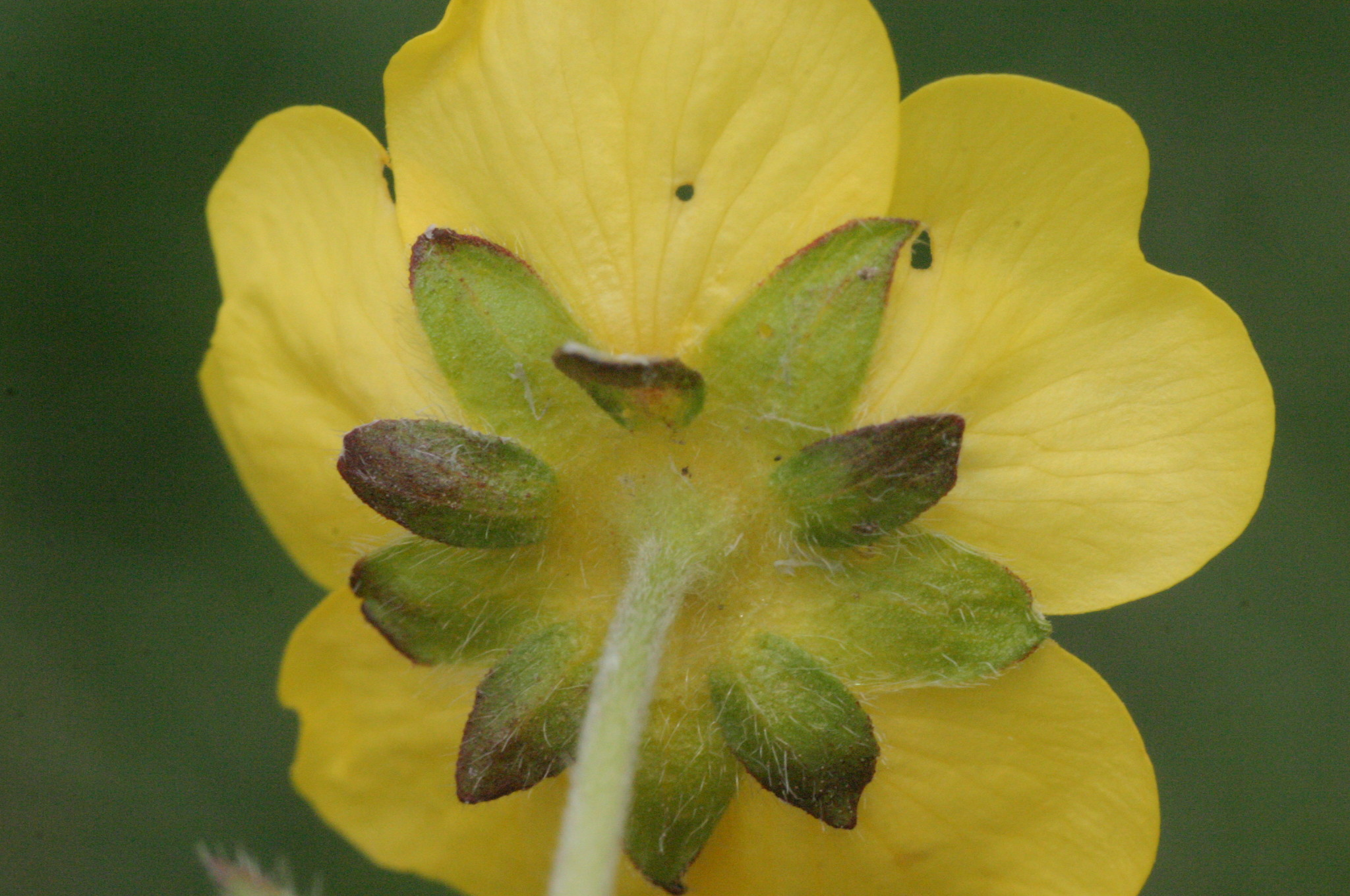
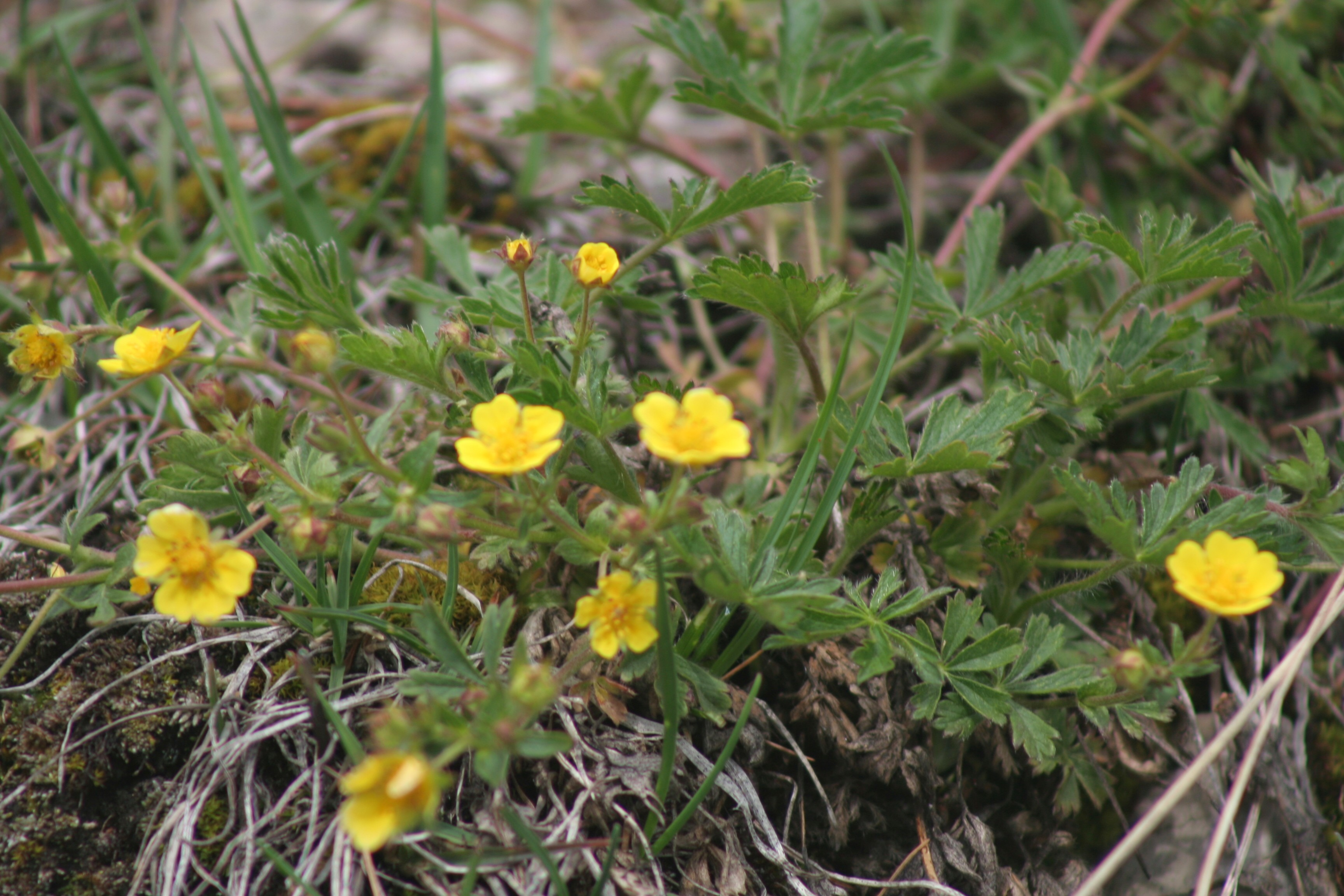